# Topical steroid withdrawal
Topical steroid withdrawal (TSW), steroiddermatit och kortisonberoende, är ett medicinskt tillstånd som har rapporterats i samband med avbrott av långvariga behandlingar med topikala steroider. Det första beskrivna fallet rapporterades 1979. Symtomen drabbar huden med rodnad, brännande känsla och klåda, och ibland avlossning av hudlager.
Tillståndet har oftast observerats i samband med långa behandlingar med topikal steroid i mer än två veckor. Personer med atopisk dermatit löper störst risk att drabbas. Frekvensen av tillståndet är okänd.

## Tecken och symtom
TSW kännetecknas av spridande dermatit och förvärrad hudinflammation, vilket kräver en starkare topikal steroid för att få samma resultat som det föregångna receptet. Denna cykel kallas också steroidberoendesyndrom. När brukandet av en topikal steroid stoppas upplever huden rodnad, sveda, djup och okontrollerbar klåda, sårskorpor, brännande hud, svullnad och nässelfeber. Efter att utsättningen är över kan den atopiska dermatiten upphöra eller bli mindre allvarlig. Topikal steroidberoende har också rapporterats i det manliga pungområdet. Andra symtom inkluderar nervsmärta, sömnlöshet, överdriven svettning, ångest, svår depression, trötthet, ögonproblem och frekventa infektioner.

## Orsak
Detta tillstånd orsakas främst i allmänhet av kontinuerlig användning av topikala steroider dagligen under två till fyra månader men vissa fall har rapporterats efter så lite som 2 veckors användning.

## Diagnos
Diagnosen baseras på utslag som uppstår inom några veckor efter att man slutat med långvarig användning av topikala steroider. Specifika tecken på topikal steroidabstinens kan vara ett så kallat "strålkastarsymtom" vilket innebär att personen har rodnad i den nedre delen av ansiktet men inte på näsan eller området runt munnen. Ett annat symtom är en röd arm där armen är röd men inte vid de nedre delarna av armarna och handflatorna. Även elefantrynkor är ett symtom där hudens elasticitet är minskad.
Att skilja detta tillstånd från det hudtillstånd som steroiderna ursprungligen användes för att behandla kan vara svårt.

## Förebyggande
Detta tillstånd kan undvikas genom att inte använda steroidkrämer med måttlig till hög styrka under längre tid än två veckor.

## Behandling
Att behandla topikal steroidabstinens görs genom att stoppa all användning av topikala steroider. Antihistaminer kan användas mot klåda. Immunsuppressiva medel och ljusterapi kan också hjälpa vissa personer. Psykologiskt stöd anses vara en av de viktigaste stegen vid behandling.